# Luise Herklotz
Luise Herklotz, née le 20 août 1918 à Spire et morte le 25 juillet 2009 dans la même ville, est une femme politique allemande.
Membre du Parti social-démocrate d'Allemagne, elle siège au Landtag de Rhénanie-Palatinat de 1949 à 1957, au Bundestag de 1956 à 1972 et au Parlement européen de 1979 à 1984. Elle est aussi membre de l'Assemblée parlementaire du Conseil de l'Europe de 1966 à 1973.